# Sundancer
Sundancer — третій прототип орбітального житлового модуля, що розробляється компанією Bigelow Aerospace.
Поряд з Genesis I і Genesis II також буде надувним.
Sundancer, як і модуль BA 330, розглядається як частина Bigelow Commercial Space Station.
Запуск спочатку було заплановано на 2014 рік. Проте у липні 2011 було заявлено, що Sundancer було вилучено з планів розвитку станції та першим її модулем повинен стати BA 330

## Характеристики
- Екіпаж 3 людини
- Маса 8,618.4 кг
- Довжина 8.7 м
- Діаметр 6.3 м
- Обсяг 180 м3
- Орбітальне нахил 40 градусів
- Висота орбіти 463 км

## Розвиток проекту
У 2010 році почалася перевірка систем життєзабезпечення для космічного готелю. Вона повинна була показати, наскільки системи капсули готові підтримувати життя всередині «номерів» готелю протягом тривалого часу. Під час тестування планувалося перевірити роботу систем контролю вологості і температури, вентиляція, системи видалення вуглекислого газу та інші.